# Cuphodes plexigrapha
Cuphodes plexigrapha là một loài bướm đêm thuộc họ Gracillariidae. Nó được tìm thấy ở Ấn Độ (Bihar và Tamil Nadu).
Ấu trùng ăn Caesalpinia species, bao gồm Cajanus cajan và Cajanus indicus. Chúng có thể ăn lá nơi chúng làm tổ.